# 노무라 만조 (5세)
5세 노무라 만조(五世 野村万造, 1862년 7월 21일 ~ 1938년 1월 14일)은 일본의 교겐 노악사(能楽師)이다. 가가번의 노무라 만조가(野村万蔵家) 출신.
1883년 도쿄로 이주해 1922년 가독권을 장남 만사쿠(万作, 6세 만조(万蔵))에게 물려주고 은거명 만사이를 자신의 이름으로 지었다. 차남 만스케(万介)는 스승의 집을 계승해 9세 미야케 토쿠로(三宅藤九郎)가 되었다.